# Коломийцев, Ординард Пантелеймонович
Ординард Пантелеймонович Коломийцев (29 января 1933, Тула, РСФСР — 16 июля 2012) — ведущий научный сотрудник ИЗМИРАН, кандидат в космонавты (первый набор в отряд Академии Наук).

## Биография

### Обучение и трудовая деятельность
Родился 29 января 1933 года Туле в семье военнослужащего ВВС и участника Великой Отечественной войны Коломийцева Пантелеймона Петровича и Коломийцевой Марии Ивановны. По окончании средней школы в 1951 году поступил на радиофизический факультет Саратовского государственного университета, который окончил в 1956 году и поступил в аспирантуру в Институт земного магнетизма, ионосферы и распространения радиоволн имени Н. В. Пушкова РАН (ИЗМИРАН). В том же году начал свою трудовую деятельность в ИЗМИРАН, сначала в должности младшего научного сотрудника, а затем — ведущего научного сотрудника.
С 1957 по 1963 год участвовал в 3-й, 5-й и 8-й Антарктических экспедициях на Внутриконтинентальной антарктической станции «Восток» на Южном геомагнитном полюсе, за что был награждён орденом «Знак Почета».

### Космическая подготовка
Пройдя медицинское обследование в Центральном научно-исследовательском авиационном госпитале (ЦНИАГ) в качестве одного из кандидатов для отбора в группу космонавтов-ученых, 31 октября 1966 года получил допуск Главной Медицинской Комиссии к спецтренировкам. 22 мая 1967 года был зачислен в группу кандидатов в космонавты Академии Наук СССР. С 1967 по 1968 год проходил общекосмическую подготовку (ОКП) в Центре подготовки космонавтов имени Ю. А. Гагарина.
В июле 1968 года был отчислен из группы по состоянию здоровья, так как не прошёл очередную медкомиссию.

### Трудовая деятельность и образование после космической подготовки
В 1968 году окончил аспирантуру ИЗМИРАН, в 1969 году защитил диссертацию и получил степень кандидата физико-математических наук. С августа 1968 года продолжил работать в ИЗМИРАН научным сотрудником, затем с 5 февраля 1976 года старшим научным сотрудником, потом ведущим научным сотрудником.
В 1980-х работал в Социалистической Республике Вьетнам в Ханой на ионосферной обсерватории. 8 июля 1994 года получил степень доктора физико-математических наук. С 23 января 1995 года работал ведущим научным сотрудником Лаборатории диагностики ионосферных процессов ИЗМИРАН. С 1996 по 1997 год работал консультантом Комитета по экологии Государственной Думы РФ. С 1999 года работал ведущим научным сотрудником Лаборатории дифракции радиоволн в атмосфере Теоретического отдела ИЗМИРАН.
Является автором многих публикаций. Автор книги «Антарктика — космонавтика. Экстремальная тональность жизни».
Умер 16 июля 2012 года. Прах захоронен на Митинском кладбище.

### Почётные звания
- Почетный полярник СССР (1961).